# Eisschnelllauf-Einzelstreckenweltmeisterschaften 2024

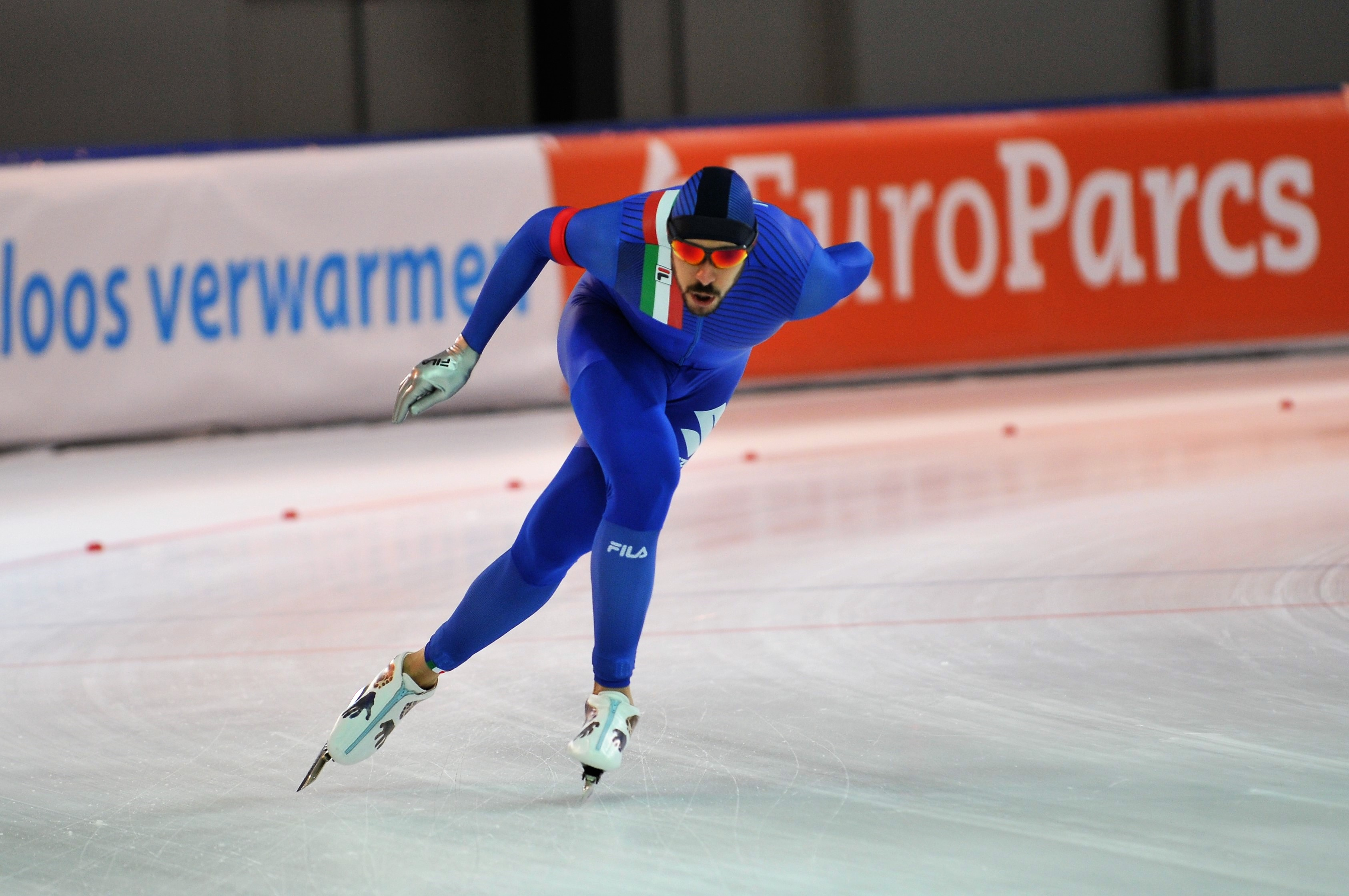
Davide Ghiotto – hier abgebildet bei einem Weltcuprennen 2022 – gehörte mit zwei Weltmeistertiteln zu den erfolgreichsten WM-Teilnehmern.

Die 23. Eisschnelllauf-Einzelstreckenweltmeisterschaften wurden vom 15. bis zum 18. Februar 2024 im Olympic Oval im kanadischen Calgary ausgetragen. Die Weltmeisterschaften fanden gegen Ende der Saison 2023/24 statt, zwei Wochen nach dem Weltcupfinale, aber drei Wochen vor der Mehrkampf- und Sprintweltmeisterschaft in Inzell.
Im Rahmen der Weltmeisterschaften wurden insgesamt 16 Weltmeistertitel vergeben, 12 davon in Einzelrennen und 4 in Mannschaftswettkämpfen. In sechs Rennen siegten Athleten aus den Niederlanden, die damit den Medaillenspiegel anführten. Erfolgreichste Teilnehmerin war die Niederländerin Irene Schouten, die über 3000 Meter, im Massenstart sowie in der Teamverfolgung Weltmeisterin wurde und außerdem die Silbermedaille über 5000 Meter gewann. Der US-Amerikaner Jordan Stolz verteidigte seine drei Titel über 500 Meter, 1000 Meter und 1500 Meter, die er bei der WM im Vorjahr errungen hatte. Miho Takagi, Joy Beune und Davide Ghiotto gewannen in Calgary zwei Weltmeistertitel.
Den einzigen Weltrekord bei der WM liefen die kanadischen Teamsprinter Anders Johnson, Laurent Dubreuil und Antoine Gélinas-Beaulieu, die die Weltbestmarke um 0,14 Sekunden auf 1:17,17 Minuten verbesserten.

## Bilanz

### Medaillenspiegel
| Platz  | Land                | Gold | Silber | Bronze | Gesamt |
| ------ | ------------------- | ---- | ------ | ------ | ------ |
| 1      | Niederlande         | 6    | 3      | 4      | 13     |
| 2      | Vereinigte Staaten  | 3    | 1      | 1      | 5      |
| 3      | Kanada              | 2    | 6      | 2      | 10     |
| 4      | Italien             | 2    | 1      | –      | 3      |
| 5      | Japan               | 2    | –      | 1      | 3      |
| 6      | Belgien             | 1    | –      | –      | 1      |
| 7      | Volksrepublik China | –    | 3      | –      | 3      |
| 8      | Norwegen            | –    | 1      | 3      | 4      |
| 9      | Südkorea            | –    | 1      | –      | 1      |
| 10     | Tschechien          | –    | –      | 2      | 2      |
| 10     | Polen               | –    | –      | 2      | 2      |
| 12     | Schweiz             | –    | –      | 1      | 1      |
| Gesamt | Gesamt              | 16   | 16     | 16     | 48     |

### Medaillengewinner

#### Frauen
| Distanz        | Gold                                                   | Silber                                                    | Bronze                                             |
| -------------- | ------------------------------------------------------ | --------------------------------------------------------- | -------------------------------------------------- |
| 500 Meter      | Femke Kok                                              | Kim Min-sun                                               | Kimi Goetz                                         |
| 1000 Meter     | Miho Takagi                                            | Han Mei                                                   | Jutta Leerdam                                      |
| 1500 Meter     | Miho Takagi                                            | Han Mei                                                   | Joy Beune                                          |
| 3000 Meter     | Irene Schouten                                         | Isabelle Weidemann                                        | Martina Sáblíková                                  |
| 5000 Meter     | Joy Beune                                              | Irene Schouten                                            | Martina Sáblíková                                  |
| Massenstart    | Irene Schouten                                         | Ivanie Blondin                                            | Marijke Groenewoud                                 |
| Teamsprint     | KanadaCarolina Hiller Maddison Pearman Ivanie Blondin  | Vereinigte StaatenSarah Warren Erin Jackson Brittany Bowe | PolenAndżelika Wójcik Iga Wojtasik Karolina Bosiek |
| Teamverfolgung | NiederlandeJoy Beune Marijke Groenewoud Irene Schouten | KanadaValérie Maltais Ivanie Blondin Isabelle Weidemann   | JapanMomoka Horikawa Ayano Satō Miho Takagi        |

#### Männer
| Distanz        | Gold                                                           | Silber                                                      | Bronze                                                                   |
| -------------- | -------------------------------------------------------------- | ----------------------------------------------------------- | ------------------------------------------------------------------------ |
| 500 Meter      | Jordan Stolz                                                   | Laurent Dubreuil                                            | Damian Żurek                                                             |
| 1000 Meter     | Jordan Stolz                                                   | Ning Zhongyan                                               | Kjeld Nuis                                                               |
| 1500 Meter     | Jordan Stolz                                                   | Kjeld Nuis                                                  | Peder Kongshaug                                                          |
| 5000 Meter     | Patrick Roest                                                  | Davide Ghiotto                                              | Sander Eitrem                                                            |
| 10.000 Meter   | Davide Ghiotto                                                 | Ted-Jan Bloemen                                             | Graeme Fish                                                              |
| Massenstart    | Bart Swings                                                    | Antoine Gélinas-Beaulieu                                    | Livio Wenger                                                             |
| Teamsprint     | KanadaAnders Johnson Laurent Dubreuil Antoine Gélinas-Beaulieu | NiederlandeJanno Botman Jenning de Boo Tim Prins            | NorwegenHenrik Fagerli Rukke Bjørn Magnussen Håvard Holmefjord Lorentzen |
| Teamverfolgung | ItalienAndrea Giovannini Davide Ghiotto Michele Malfatti       | NorwegenSander Eitrem Peder Kongshaug Sverre Lunde Pedersen | KanadaConnor Howe Antoine Gélinas-Beaulieu Hayden Mayeur                 |

## Ergebnisse

### Frauen

#### 500 Meter
| Platz | Name             | Land                | Zeit    |
| ----- | ---------------- | ------------------- | ------- |
| 1     | Femke Kok        | Niederlande         | 36,83 s |
| 2     | Kim Min-sun      | Südkorea            | 37,19 s |
| 3     | Kimi Goetz       | Vereinigte Staaten  | 37,21 s |
| 4     | Tian Ruining     | Volksrepublik China | 37,24 s |
| 5     | Erin Jackson     | Vereinigte Staaten  | 37,25 s |
| 6     | Jutta Leerdam    | Niederlande         | 37,42 s |
| 7     | Lee Na-hyun      | Südkorea            | 37,49 s |
| 8     | Marrit Fledderus | Niederlande         | 37,61 s |
| 9     | Andżelika Wójcik | Polen               | 37,61 s |
| 10    | Kurumi Inagawa   | Japan               | 37,68 s |

Datum: 16. Februar 2024
Femke Kok lief im letzten von zwölf Paaren eine persönliche Bestzeit von 36,83 Sekunden und verteidigte damit erfolgreich ihren Titel aus dem Vorjahr. Sie war 0,36 Sekunden schneller als die zweitplatzierte Kim Min-sun, die mit Silber ihre erste WM-Medaille überhaupt gewann. Die Bronzemedaille sicherte sich Kimi Goetz mit einer Zeit von 37,21 Sekunden. Tian Ruining und Weltcupsiegerin Erin Jackson verpassten als Vierte und Fünfte das Podest um wenige Hundertstelsekunden.

#### 1000 Meter
| Platz | Name                      | Land                   | Zeit        |
| ----- | ------------------------- | ---------------------- | ----------- |
| 1     | Miho Takagi               | Japan                  | 1:12,83 min |
| 2     | Han Mei                   | Volksrepublik China    | 1:13,27 min |
| 3     | Jutta Leerdam             | Niederlande            | 1:13,28 min |
| 4     | Antoinette Rijpma-de Jong | Niederlande            | 1:13,61 min |
| 5     | Kimi Goetz                | Vereinigte Staaten     | 1:13,68 min |
| 6     | Isabel Grevelt            | Niederlande            | 1:13,92 min |
| 7     | Vanessa Herzog            | Österreich             | 1:14,27 min |
| 8     | Kim Min-sun               | Südkorea               | 1:14,38 min |
| 9     | Ellia Smeding             | Vereinigtes Königreich | 1:14,78 min |
| 10    | Tian Ruining              | Volksrepublik China    | 1:14,82 min |

Datum: 17. Februar 2024
In der zehnten von zwölf Paarungen liefen die Trainingspartnerinnen Miho Takagi und Han Mei gegeneinander. Takagi, die zuvor im Saisonverlauf vier von sieben 1000-Meter-Weltcuprennen gewonnen hatte, übernahm mit einer Zeit von 1:12,83 Minuten die Führung, Han setzte sich mit 1:13,27 Minuten auf den zweiten Rang. Diese Reihenfolge hatte bis zum Ende des Wettkampfs Bestand. Die Titelverteidigerin Jutta Leerdam lief im letzten Paar zwar anfänglich schneller als Takagi und hatte nach 600 Metern 0,33 Sekunden Vorsprung, konnte das Tempo aber nicht bis ins Ziel halten und fiel auf den dritten Platz zurück. Für Takagi bedeutete ihr Sieg den ersten Weltmeistertitel in einem Einzelrennen, Han gewann zum ersten Mal eine WM-Medaille.

#### 1500 Meter
| Platz | Name                      | Land                | Zeit        |
| ----- | ------------------------- | ------------------- | ----------- |
| 1     | Miho Takagi               | Japan               | 1:52,29 min |
| 2     | Han Mei                   | Volksrepublik China | 1:52,72 min |
| 3     | Joy Beune                 | Niederlande         | 1:52,91 min |
| 4     | Antoinette Rijpma-de Jong | Niederlande         | 1:53,27 min |
| 5     | Ayano Satō                | Japan               | 1:53,29 min |
| 6     | Ivanie Blondin            | Kanada              | 1:53,41 min |
| 7     | Kimi Goetz                | Vereinigte Staaten  | 1:53,98 min |
| 8     | Marijke Groenewoud        | Niederlande         | 1:54,59 min |
| 9     | Kaitlyn McGregor          | Schweiz             | 1:54,91 min |
| 10    | Valérie Maltais           | Kanada              | 1:54,99 min |

Datum: 18. Februar 2024
Die Titelverteidigerin Antoinette Rijpma-de Jong lief im achten von zwölf Paaren eine Zeit von 1:53,27 Minuten und führte damit das Rennen vorübergehend an. In der elften Paarung liefen die klar favorisierte Japanerin Miho Takagi und Han Mei aus China, die beide schneller waren als Rijpma-de Jong und am Ende (wie über 1000 Meter) die ersten beiden Plätze belegten. Takagi zeigte sich dennoch nicht mit ihrer Zeit zufrieden: Sie hatte angestrebt, schneller als 1:52 Minuten zu laufen. Die Bronzemedaille gewann Joy Beune, die am gleichen Tag 5000-Meter-Weltmeisterin geworden war.

#### 3000 Meter
| Platz | Name               | Land                | Zeit        |
| ----- | ------------------ | ------------------- | ----------- |
| 1     | Irene Schouten     | Niederlande         | 3:57,10 min |
| 2     | Isabelle Weidemann | Kanada              | 3:58,01 min |
| 3     | Martina Sáblíková  | Tschechien          | 3:58,33 min |
| 4     | Marijke Groenewoud | Niederlande         | 3:59,81 min |
| 5     | Ragne Wiklund      | Norwegen            | 3:59,84 min |
| 6     | Ivanie Blondin     | Kanada              | 4:03,14 min |
| 7     | Han Mei            | Volksrepublik China | 4:03,73 min |
| 8     | Yang Binyu         | Volksrepublik China | 4:04,86 min |
| 9     | Momoka Horikawa    | Japan               | 4:06,07 min |
| 10    | Valérie Maltais    | Niederlande         | 4:06,17 min |

Datum: 15. Februar 2024
Im vierten von zehn Paaren lief die Kanadierin Isabelle Weidemann als erste Athletin eine Zeit unter vier Minuten. Die Titelverteidigerin Ragne Wiklund – die im vorherigen Saisonverlauf drei Rennen über 3000 Meter gewonnen hatte, sich bei der WM aber wegen vorheriger Krankheit außer Form fühlte – war langsamer als Weidemann und belegte am Ende den fünften Rang. Am schnellsten war Irene Schouten im letzten Paar mit einer Zeit von 3:57,10 Minuten. Schouten hielt von Beginn ihres Rennens an die Bestzeit und schlug Weidemanns Vorgabe um 0,91 Sekunden. Sie errang damit ihren ersten Weltmeistertitel auf dieser Strecke. Hinter Schouten und Weidemann gewann Martina Sáblíková Bronze. Sáblíková war nach Claudia Pechstein die zweite Eisschnellläuferin, die bei 14 verschiedenen Einzelstreckenweltmeisterschaften das Podest erreichte.

#### 5000 Meter
| Platz | Name               | Land                | Zeit        |
| ----- | ------------------ | ------------------- | ----------- |
| 1     | Joy Beune          | Niederlande         | 6:47,72 min |
| 2     | Irene Schouten     | Niederlande         | 6:48,98 min |
| 3     | Martina Sáblíková  | Tschechien          | 6:51,88 min |
| 4     | Ragne Wiklund      | Norwegen            | 6:52,46 min |
| 5     | Isabelle Weidemann | Kanada              | 6:55,47 min |
| 6     | Valérie Maltais    | Kanada              | 7:02,61 min |
| 7     | Yang Binyu         | Volksrepublik China | 7:03,74 min |
| 8     | Laura Lorenzato    | Italien             | 7:04,53 min |
| 9     | Momoka Horikawa    | Japan               | 7:04,57 min |
| 10    | Jin Wenjing        | Volksrepublik China | 7:08,75 min |

Datum: 18. Februar 2024
Für das Rennen war die Titelverteidigerin Irene Schouten favorisiert, die zuvor bereits drei Weltmeistertitel in Calgary gewonnen hatte (3000 Meter, Massenstart und Teamverfolgung). In der vierten von sechs Paarungen trat Schouten gegen die zehnfache 5000-Meter-Weltmeisterin Martina Sáblíková an. Mit einer Zeit von 6:48,98 Minuten übernahm sie die Führung, Sáblíková war etwa drei Sekunden langsamer und setzte sich vorübergehend auf den zweiten Rang. Eine Paarung später lief Joy Beune gegen Ragne Wiklund. Beune ging das Rennen schnell an und hatte zwischenzeitlich fünf Sekunden Vorsprung auf Schouten, ehe sie auf den letzten Runden Zeit verlor, aber dennoch einen Vorsprung von 1,26 Sekunden bis ins Ziel behielt. Nach dem Rennen war sie vollkommen entkräftet. Beune gewann (vor Schouten und Sáblíková) ihren ersten Einzelweltmeistertitel.

#### Massenstart
| Platz | Name               | Land                | Punkte | Zeit        |
| ----- | ------------------ | ------------------- | ------ | ----------- |
| 1     | Irene Schouten     | Niederlande         | 60     | 8:23,71 min |
| 2     | Ivanie Blondin     | Kanada              | 42     | 8:23,81 min |
| 3     | Marijke Groenewoud | Niederlande         | 21     | 8:24,00 min |
| 4     | Yang Binyu         | Volksrepublik China | 10     | 8:24,05 min |
| 5     | Laura Peveri       | Italien             | 6      | 8:24,37 min |
| 6     | Laura Lorenzato    | Italien             | 6      | 8:44,23 min |
| 7     | Ramona Härdi       | Schweiz             | 4      | 8:28,94 min |
| 8     | Mia Manganello     | Vereinigte Staaten  | 3      | 8:24,56 min |
| 9     | Sandrine Tas       | Belgien             | 3      | 8:25,32 min |
| 10    | Yuka Takahashi     | Japan               | 1      | 8:26,53 min |

Datum: 17. Februar 2024
Die zweifache Massenstartweltmeisterin Irene Schouten (die außerdem in den Tagen zuvor schon Weltmeistertitel über 3000 Meter und in der Teamverfolgung gewonnen hatte) stürzte früh im Finale. Sie fand aber wieder in das Feld zurück, weil die anderen Athletinnen nicht mit durchgehend hoher Geschwindigkeit liefen. Die Italienerin Laura Lorenzato griff als einzige Läuferin an und hatte zwischenzeitlich einen deutlichen Vorsprung auf ihre Konkurrentinnen. Sie gewann zwei der drei Sprintwertungen, wurde aber auf der letzten Runde eingeholt. Im Sprint der Favoritinnen setzte sich Schouten vor Ivanie Blondin und Marijke Groenewoud durch.

#### Teamsprint
| Platz | Name                                                     | Land                | Zeit        |
| ----- | -------------------------------------------------------- | ------------------- | ----------- |
| 1     | Carolina Hiller Maddison Pearman Ivanie Blondin          | Kanada              | 1:25,14 min |
| 2     | Sarah Warren Erin Jackson Brittany Bowe                  | Vereinigte Staaten  | 1:26,04 min |
| 3     | Andżelika Wójcik Iga Wojtasik Karolina Bosiek            | Polen               | 1:26,63 min |
| 4     | Marrit Fledderus Jutta Leerdam Antoinette Rijpma-de Jong | Niederlande         | 1:26,86 min |
| 5     | Inessa Schumekowa Alina Dauranowa Jekaterina Aidowa      | Kasachstan          | 1:27,23 min |
| 6     | Josephine Heimerl Lea-Sophie Scholz Michelle Uhrig       | Deutschland         | 1:29,30 min |
| 7     | Lee Na-hyun Kim Min-jee Kang Soo-min                     | Südkorea            | 1:29,77 min |
| 8     | Pei Chong Tian Ruining Jin Wenjing                       | Volksrepublik China | 1:30,34 min |

Datum: 15. Februar 2024
Das kanadische Trio um Carolina Hiller, Maddison Pearman und Ivanie Blondin gewann in Calgary die erste Goldmedaille für die Gastgebernation. Silber und Bronze gingen an die Teams aus den Vereinigten Staaten und aus Polen. Die Niederländerinnen, die in der Weltcupwertung gewonnen hatten, wurden Vierte: Antoinette Rijpma-de Jong konnte nicht das Tempo von Marrit Fledderus und Jutta Leerdam mitgehen und dementsprechend über den Großteil des Rennens nicht vom Windschatten ihrer Kolleginnen profitieren.

#### Teamverfolgung
| Platz | Name                                                | Land                | Zeit        |
| ----- | --------------------------------------------------- | ------------------- | ----------- |
| 1     | Joy Beune Irene Schouten Marijke Groenewoud         | Niederlande         | 2:51,20 min |
| 2     | Valérie Maltais Ivanie Blondin Isabelle Weidemann   | Kanada              | 2:54,03 min |
| 3     | Momoka Horikawa Ayano Satō Miho Takagi              | Japan               | 2:54,89 min |
| 4     | Brittany Bowe Mia Manganello Giorgia Birkeland      | Vereinigte Staaten  | 2:57,80 min |
| 5     | Han Mei Yang Binyu Jin Wenjing                      | Volksrepublik China | 2:59,57 min |
| 6     | Lea Sophie Scholz Josephine Schlörb Josie Hofmann   | Deutschland         | 2:59,72 min |
| 7     | Natalia Jabrzyk Karolina Bosiek Magdalena Czyszczon | Polen               | 3:00,58 min |
| 8     | Jasmin Güntert Kaitlyn McGregor Ramona Härdi        | Schweiz             | 3:00,86 min |

Datum: 16. Februar 2024
Ein Jahr nach ihrer Disqualifikation bei der WM 2023 gewannen die Niederländerinnen Joy Beune, Irene Schouten und Marijke Groenewoud den Weltmeistertitel in der Teamverfolgung. In der ersten Paarung lief das Trio einen nationalen Rekord von 2:51,20 Minuten. Alle nachfolgenden Mannschaften hatten mehrere Sekunden Rückstand. Kanada gewann Silber und Japan Bronze. Für Beune – die das niederländische Team über die gesamte Distanz anführte – war es der erste WM-Titel, Schouten und Groenewoud hatten jeweils schon mehrere Goldmedaillen bei Weltmeisterschaften gewonnen.

### Männer

#### 500 Meter
| Platz | Name                        | Land               | Zeit    |
| ----- | --------------------------- | ------------------ | ------- |
| 1     | Jordan Stolz                | Vereinigte Staaten | 33,69 s |
| 2     | Laurent Dubreuil            | Kanada             | 33,95 s |
| 3     | Damian Żurek                | Polen              | 34,11 s |
| 4     | Wataru Morishige            | Japan              | 34,26 s |
| 5     | Bjørn Magnussen             | Norwegen           | 34,28 s |
| 6     | Stefan Westenbroek          | Niederlande        | 34,41 s |
| 7     | Cho Sang-hyeok              | Südkorea           | 34,45 s |
| 8     | Kim Jun-ho                  | Südkorea           | 34,49 s |
| 9     | Yuma Murakami               | Japan              | 34,55 s |
| 10    | Håvard Holmefjord Lorentzen | Norwegen           | 34,55 s |

Datum: 16. Februar 2024
Bis zum letzten Paar hielt der Pole Damian Żurek mit einer Zeit von 34,11 Sekunden die Spitze. Dann traten Jordan Stolz und Laurent Dubreuil, die beiden Erstplatzierten des Vorjahres, an. Sowohl Stolz als auch Dubreuil benötigten für die 500 Meter weniger als 34 Sekunden: Stolz verpasste den Weltrekord von Pawel Kulischnikow (33,61 Sekunden) knapp und war mit 33,69 Sekunden eine gute Viertelsekunde schneller als sein Gegner Dubreuil, der wie 2023 die Silbermedaille gewann. Stolz sagte nach dem Rennen, er habe von dem Duell mit Dubreuil profitiert, weil der ihn auf den ersten 100 Metern angetrieben habe. Dubreuil äußerte große Bewunderung für Stolz und nannte ihn einen Sportler „von einem anderen Planeten“.

#### 1000 Meter
| Platz | Name             | Land                | Zeit        |
| ----- | ---------------- | ------------------- | ----------- |
| 1     | Jordan Stolz     | Vereinigte Staaten  | 1:06,05 min |
| 2     | Ning Zhongyan    | Volksrepublik China | 1:06,53 min |
| 3     | Kjeld Nuis       | Niederlande         | 1:06,80 min |
| 4     | Laurent Dubreuil | Kanada              | 1:07,04 min |
| 5     | Tim Prins        | Niederlande         | 1:07,16 min |
| 6     | Tatsuya Shinhama | Japan               | 1:07,34 min |
| 7     | Damian Żurek     | Polen               | 1:07,44 min |
| 8     | Ryota Kojima     | Japan               | 1:07,47 min |
| 9     | Marten Liiv      | Estland             | 1:07,53 min |
| 10    | David Bosa       | Italien             | 1:07,53 min |

Datum: 17. Februar 2024
Einen Tag nach seinem 500-Meter-Sieg verteidigte Jordan Stolz auch seinen 1000-Meter-Weltmeistertitel erfolgreich. Im letzten Paar der Konkurrenz lief er mit einer Zeit von 1:06,05 Minuten Bahnrekord, obwohl er sich nach eigenen Angaben müde fühlte. Hinter Stolz gewann Ning Zhongyan seine erste WM-Einzelmedaille und Kjeld Nuis platzierte sich auf dem dritten Rang.

#### 1500 Meter
| Platz | Name               | Land                | Zeit        |
| ----- | ------------------ | ------------------- | ----------- |
| 1     | Jordan Stolz       | Vereinigte Staaten  | 1:41,44 min |
| 2     | Kjeld Nuis         | Niederlande         | 1:42,66 min |
| 3     | Peder Kongshaug    | Norwegen            | 1:42,66 min |
| 4     | Ning Zhongyan      | Volksrepublik China | 1:42,77 min |
| 5     | Daniele Di Stefano | Italien             | 1:43,99 min |
| 6     | Wesly Dijs         | Niederlande         | 1:44,02 min |
| 7     | Emery Lehman       | Vereinigte Staaten  | 1:44,14 min |
| 8     | Alessio Trentini   | Italien             | 1:44,15 min |
| 9     | Sander Eitrem      | Norwegen            | 1:44,25 min |
| 10    | Hendrik Dombek     | Deutschland         | 1:44,28 min |

Datum: 18. Februar 2024
Jordan Stolz verteidigte über 1500 Meter auch seinen dritten Weltmeistertitel von 2023. Sein Vorsprung auf den zweitplatzierten Kjeld Nuis betrug mehr als 1,2 Sekunden. Nuis zeigte sich mit dem Ergebnis zufrieden, auch angesichts eines schweren Sturzes drei Wochen vor der WM. Die Bronzemedaille gewann mit wenigen Tausendstelsekunden Rückstand auf Nuis der Norweger Peder Kongshaug.

#### 5000 Meter
| Platz | Name                | Land        | Zeit        |
| ----- | ------------------- | ----------- | ----------- |
| 1     | Patrick Roest       | Niederlande | 6:07,28 min |
| 2     | Davide Ghiotto      | Italien     | 6:08,61 min |
| 3     | Sander Eitrem       | Norwegen    | 6:09,00 min |
| 4     | Timothy Loubineaud  | Frankreich  | 6:12,15 min |
| 5     | Ted-Jan Bloemen     | Kanada      | 6:12,66 min |
| 6     | Michele Malfatti    | Italien     | 6:14,74 min |
| 7     | Chris Huizinga      | Niederlande | 6:15,04 min |
| 8     | Bart Swings         | Belgien     | 6:15,08 min |
| 9     | Peter Michael       | Neuseeland  | 6:16,39 min |
| 10    | Hallgeir Engebråten | Norwegen    | 6:18,49 min |

Datum: 15. Februar 2024
Wie im Vorjahr wurde Patrick Roest vor Davide Ghiotto Weltmeister über 5000 Meter. Ghiotto ging im achten von zehn Paaren mit einer Zeit von 6:08,61 Minuten in Führung, ehe Roest in der folgenden Paarung mehr als eine Sekunde schneller war. Nach dem Rennen sagte Roest, dass er sich an Ghiottos Zeiten orientiert habe und darauf vertraut habe, auf den letzten 400 Metern schneller als der Italiener laufen zu können. Ghiotto hatte für die abschließende Runde 30,1 Sekunden benötigt, was er selbst als nicht zufriedenstellend bezeichnete. Die Bronzemedaille gewann Sander Eitrem.

#### 10.000 Meter
| Platz | Name             | Land                | Zeit         |
| ----- | ---------------- | ------------------- | ------------ |
| 1     | Davide Ghiotto   | Italien             | 12:38,82 min |
| 2     | Ted-Jan Bloemen  | Kanada              | 12:47,01 min |
| 3     | Graeme Fish      | Kanada              | 12:48,61 min |
| 4     | Patrick Roest    | Niederlande         | 12:50,32 min |
| 5     | Jorrit Bergsma   | Niederlande         | 12:50,91 min |
| 6     | Sander Eitrem    | Norwegen            | 13:01,71 min |
| 7     | Wu Yu            | Volksrepublik China | 13:06,93 min |
| 8     | Michele Malfatti | Italien             | 13:07,01 min |
| 9     | Bart Swings      | Belgien             | 13:07,45 min |
| 10    | Casey Dawson     | Vereinigte Staaten  | 13:08,35 min |

Datum: 18. Februar 2024
Davide Ghiotto verteidigte seinen Weltmeistertitel über die längste gelaufene Distanz souverän. Seine Zeit von 12:38,82 Minuten war mehr als acht Sekunden schneller als die des zweitplatzierten Kanadiers Ted-Jan Bloemen. Bloemens Teamkollege Graeme Fish, der Weltmeister von 2020, gewann die Bronzemedaille und freute sich, dass er nach mehreren Jahren krankheitsbedingter Rückschläge wieder auf dem Podest bei einer Weltmeisterschaft stand.

#### Massenstart
| Platz | Name                     | Land        | Punkte | Zeit        |
| ----- | ------------------------ | ----------- | ------ | ----------- |
| 1     | Bart Swings              | Belgien     | 63     | 8:40,67 min |
| 2     | Antoine Gélinas-Beaulieu | Kanada      | 40     | 8:40,70 min |
| 3     | Livio Wenger             | Schweiz     | 20     | 8:40,77 min |
| 4     | Andrea Giovannini        | Italien     | 11     | 8:41,16 min |
| 5     | Bart Hoolwerf            | Niederlande | 6      | 8:42,30 min |
| 6     | Peter Michael            | Neuseeland  | 5      | 8:46,92 min |
| 7     | Daniele Di Stefano       | Italien     | 4      | 8:42,43 min |
| 8     | Gabriel Odor             | Österreich  | 3      | 9:21,41 min |
| 9     | Mathieu Belloir          | Frankreich  | 3      | 9:29,71 min |
| 10    | Felix Maly               | Deutschland | 2      | 8:47,45 min |

Datum: 17. Februar 2024
Bart Swings verteidigte erfolgreich seinen Weltmeistertitel von 2023. Er zog 700 Meter vor dem Ziel das Tempo an und lief als erster Athlet über die Ziellinie. Die Silbermedaille holte Antoine Gélinas-Beaulieu. Der drittplatzierte Livio Wenger gewann als erster Schweizer eine Medaille bei Eisschnelllauf-Einzelstreckenweltmeisterschaften.

#### Teamsprint
| Platz | Name                                                             | Land                | Zeit        |
| ----- | ---------------------------------------------------------------- | ------------------- | ----------- |
| 1     | Anders Johnson Laurent Dubreuil Antoine Gélinas-Beaulieu         | Kanada              | 1:17,17 min |
| 2     | Janno Botman Jenning de Boo Tim Prins                            | Niederlande         | 1:17,17 min |
| 3     | Henrik Fagerli Rukke Bjørn Magnussen Håvard Holmefjord Lorentzen | Norwegen            | 1:17,31 min |
| 4     | Deng Zhihan Du Haonan Ning Zhongyan                              | Volksrepublik China | 1:17,32 min |
| 5     | Marek Kania Piotr Michalski Damian Żurek                         | Polen               | 1:17,37 min |
| 6     | Austin Kleba Cooper McLeod Zach Stoppelmoor                      | Vereinigte Staaten  | 1:17,40 min |
| 7     | Moritz Klein Stefan Emele Hendrik Dombek                         | Deutschland         | 1:18,80 min |
| 8     | Kim Jun-ho Kim Tae-yun Cho Sang-hyeok                            | Südkorea            | 1:19,61 min |

Datum: 15. Februar 2024
Schon im ersten Paar unterbot das niederländische Trio Janno Botman, Jenning de Boo und Tim Prins den seit 2017 gültigen Weltrekord (1:17,31 Minuten) um 0,14 Sekunden. Kurz danach waren Anders Johnson, Laurent Dubreuil und Antoine Gélinas-Beaulieu zwei Tausendstelsekunden schneller. Die kanadischen Männer wurden damit wie bereits die Frauen zuvor Teamsprintweltmeister. Dubreuil nannte das Niveau des Wettkampfs „unglaublich“: Zwischen den ersten sechs Plätzen bestand lediglich ein Abstand von einer Viertelsekunde, auch die sechstplatzierten US-Amerikaner kamen bis auf eine Zehntelsekunde an die alte Weltbestzeit heran.

#### Teamverfolgung
| Platz | Name                                                  | Land                | Zeit        |
| ----- | ----------------------------------------------------- | ------------------- | ----------- |
| 1     | Andrea Giovannini Davide Ghiotto Michele Malfatti     | Italien             | 3:35,00 min |
| 2     | Sander Eitrem Peder Kongshaug Sverre Lunde Pedersen   | Norwegen            | 3:36,07 min |
| 3     | Connor Howe Antoine Gélinas-Beaulieu Hayden Mayeur    | Kanada              | 3:36,72 min |
| 4     | Casey Dawson Emery Lehman Ethan Cepuran               | Vereinigte Staaten  | 3:38,64 min |
| 5     | Chris Huizinga Marcel Bosker Beau Snellink            | Niederlande         | 3:40,50 min |
| 6     | Jason Suttels Indra Médard Bart Swings                | Belgien             | 3:40,79 min |
| 7     | Wang Shuaihan Wu Yu Sun Chuanyi                       | Volksrepublik China | 3:45,23 min |
| 8     | Timothy Loubineaud Mathieu Belloir Valentin Thiebault | Frankreich          | 3:46,15 min |

Datum: 16. Februar 2024
Zum ersten Mal wurde ein italienisches Trio Weltmeister in der Teamverfolgung: Andrea Giovannini, Davide Ghiotto und Michele Malfatti liefen im letzten von vier Paaren mit einer Zeit von 3:35,00 Minuten Bahnrekord und schlugen damit die norwegische Mannschaft um etwa eine Sekunde. Bronze gewannen die Kanadier, während sowohl die Titelverteidiger aus den Niederlanden als auch die Weltrekordler aus den Vereinigten Staaten ohne Medaille blieben.